# Нёклер, Дитмар
Дитмар Нёклер (нем. Dietmar Nöckler; род. 29 сентября 1988 года, Брунико) — итальянский лыжник, двукратный призёр чемпионатов мира в командном спринте (2015 и 2017), участник Олимпийских игр 2014 и 2018 годов. Универсал, одинаково успешно выступает и в спринтерских и в дистанционных гонках.
В Кубке мира Нёклер дебютировал 13 февраля 2009 года, в феврале 2012 года впервые в карьере попал в десятку лучших на этапе Кубка мира, в эстафете. Всего на сегодняшний день имеет на своём счету 5 попаданий в десятку лучших на этапах Кубка мира, 1 в личных и 4 в командных соревнованиях. Лучшим достижением Нёклера в общем итоговом зачёте Кубка мира является 40-е место в сезоне 2012-13.
На Олимпийских играх 2014 года в Сочи показал следующие результаты: эстафета — 5-е место, 15 км классическим стилем — 32-е место, спринт — 37-е место и командный спринт — 11-е место.
На протяжении 2010-х годов чаще всего выступал в командном спринте с лидером сборной Италии Федерико Пеллегрино.
Использует лыжи и ботинки производства фирмы Fischer.